# 大島ダム (愛知県)
大島ダム（おおしまダム）は、愛知県新城市にある、豊川水系宇連川支流大島川に設置されたダムである。

## 概要
大島ダムは豊川水系の宇連川とその支流である大島川3km上流地点に農業・工業・水道水などの取水の安定化図ることを目的として建設された重力式コンクリートダムである。ダム湖の名称はダム建設にともない移転した集落に架かっていた朝霧橋にちなみ朝霧湖と命名された。

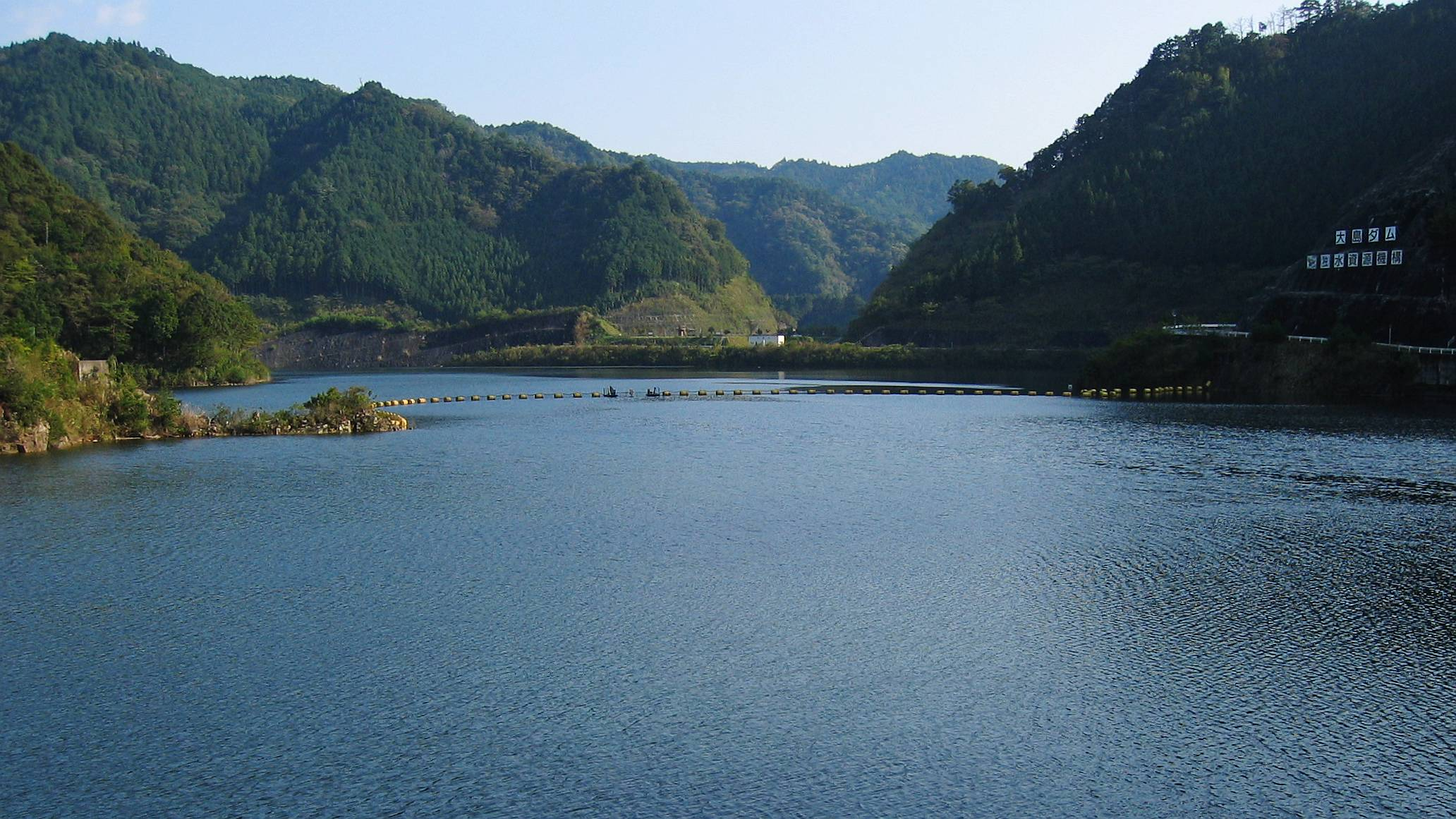
朝霧湖
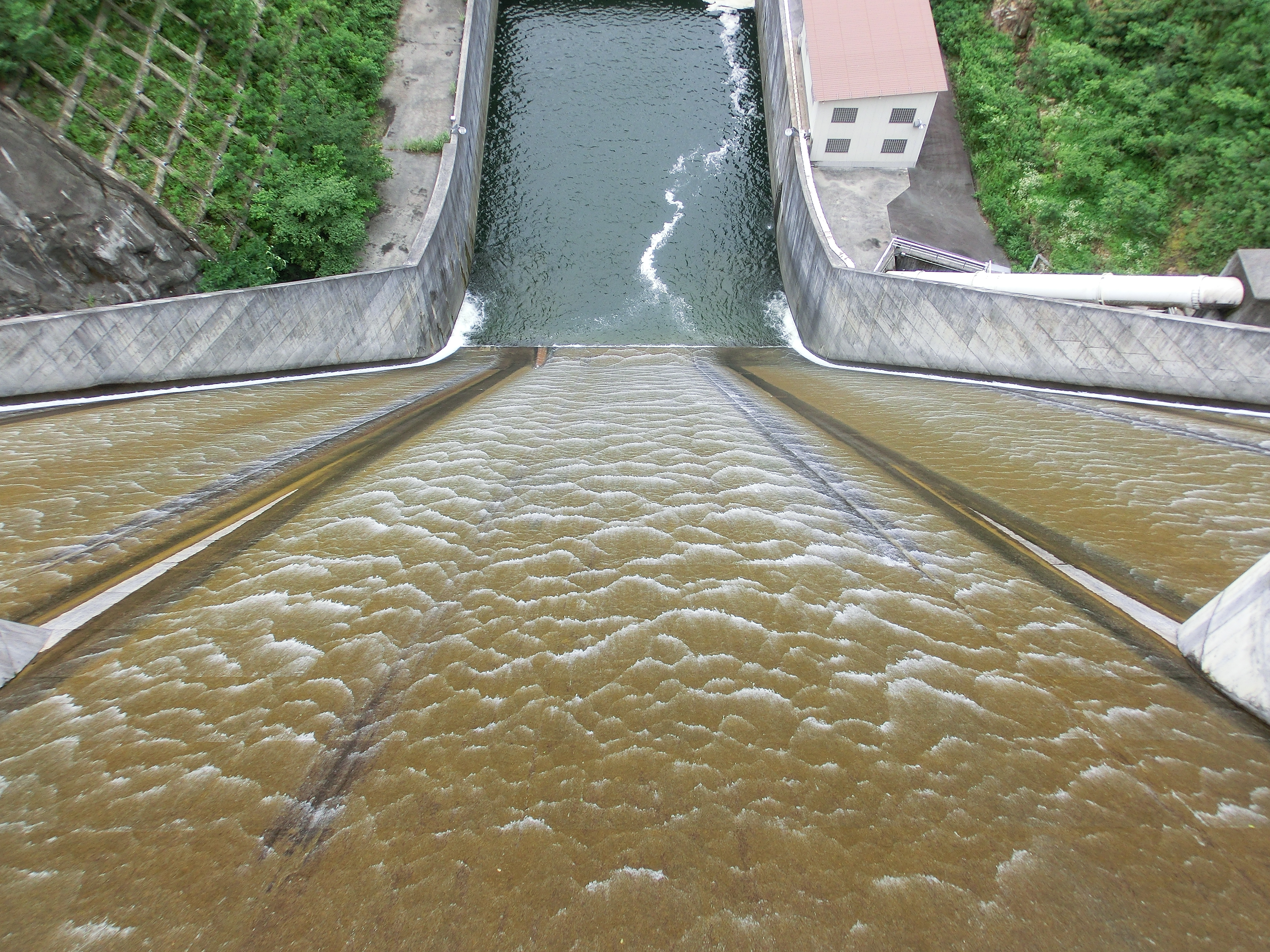
天端より下流側を見下ろす
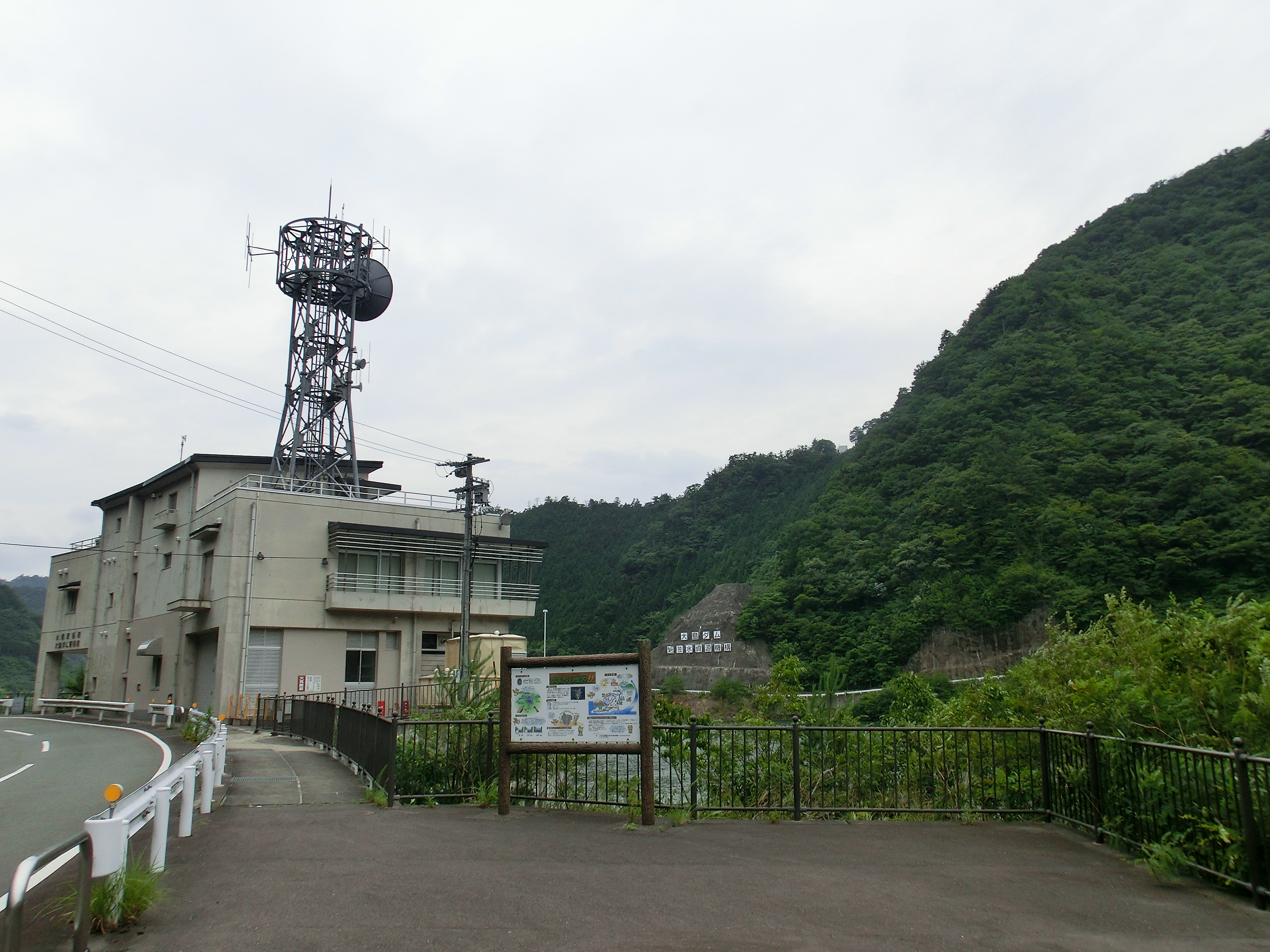
管理棟

## ダムカード

### 天皇陛下在位三十年記念ダムカード
2019年（平成31年）2月24日から同年（令和元年）5月31日まで天皇天皇陛下在位三十年記念ダムカードが配布された。